# Aeromonadales
Ordre
Les Aeromonadales sont un ordre de bactéries à Gram négatif de la classe des Gammaproteobacteria. Principalement isolées dans l'environnement aquatique, les bactéries de cet ordre sont fréquemment associées aux animaux marins et parfois pathogènes opportunistes y compris pour l'homme.

## Étymologie
Cet ordre a été nommé d'après son genre type : Ae.ro.mo.na.da'les. M.L. fem. n. Aeromonas genre type de la famille et de l'ordre; suff. -ales pour nommer un ordre; M.L. pl. n. Aeromonadales l'ordre des Aeromonas.

## Description
Certaines espèces de l'ordre des Aeromonadales sont des bactéries anaérobies et d'autres anaérobies facultatives. Ces bactéries ont la forme de bacilles. Ce sont des bactéries oxydase positives (à quelques exceptions rares) et catalase positives qui peuvent être mésophiles ou psychrophiles. Certaines espèces sont mobiles par un flagelle polaire unique alors que d'autres ne sont pas mobiles.

## Taxonomie
Cet ordre a été décrit en 2005 et validé dans la liste de validation n°106,. Il a été décrit à l'origine comme un ordre des Proteobacteria ne contenant qu'une famille certaine les Aeromonadaceae. La famille des Succinivibrionaceae est alors classée au statut de familia incertae. La description des Aeromonadales a été basée sur les caractères phénotypiques ainsi que sur la base des caractères génétiques (ARNr 16S, hybridations ADN-ADN...). Le pourcentage en GC de cet ordre est situé entre 57 et 63%. Il contient désormais 10 genres répartis dans ces deux familles.

### Familles
Selon la LPSN (7 novembre 2022) :
- Aeromonadaceae Colwell et al. 1986
- Succinivibrionaceae Hippe et al. 1999

### Sous-comité spécifique à l'ICSP
Le nom des taxons des taxons inclus dans l'ordre des Aeromonadales est gérée par un sous-comité spécifique de l'ICSP, le sous-comité de taxonomie des Aeromonadaceae, Vibrionaceae et organismes liés. Les décisions de nomenclature de ce comité font autorité pour les bactéries de cet ordre.